# Parafia Matki Bożej Częstochowskiej w Mochnaczce Niżnej
Parafia Matki Bożej Częstochowskiej w Mochnaczce Niżnej – parafia rzymskokatolicka, znajdująca się w diecezji tarnowskiej, w dekanacie Krynica-Zdrój.